# 팀 마타브주
팀 마타브주(Tim Matavž, 1989년 1월 13일 ~)는 슬로베니아의 축구 선수로, 현재 프르바 HNL의 고리차 소속 공격수이다.